# British Birds
British Birds es una revista mensual sobre ornitología fundada en 1907. Su primer editor fue el ornitólogo Harry Forbes Witherby. En la actualidad es publicada por BB 2000 Ltd, una fundación sin ánimo de lucro creada para potenciar la ornitología en el Reino Unido.
La revista está dirigida a observadores de aves experimentados y ornitólogos más que a observadores no-expertos, que cuentan con otras revistas más orientadas a sus conocimientos.